# 卢蒙巴主义统一党
卢蒙巴主义统一党（缩写为PALU）是刚果民主共和国的一个卢蒙巴主义政党。该党成立于1964年8月22日，分裂自刚果民族运动，得名于帕特里斯·卢蒙巴。2014年12月12日—13日，该党成为社会党国际咨询党。